# Ernst Mandel
Ernst Mandel (ur. 26 stycznia 1841 w Nowej Bystrzycy, zm. 18 stycznia 1901 w Jaszkowej Dolnej) – niemiecki duchowny katolicki, wielki dziekan kłodzki i wikariusz arcybiskupi dla wiernych hrabstwa kłodzkiego od 1889 r.

## Życiorys

### Młodość i wykształcenie
Urodził się w 1841 r. w rodzinie chłopskiej w Nowej Bystrzycy. Po ukończeniu szkoły elementarnej w rodzinnej wsi, kontynuował przez 3 lata naukę w kłodzkim gimnazjum. Przeniósł się potem do Wrocławia, gdzie uzyskał świadectwo dojrzałości w Gimnazjum św. Macieja. Studiował medycynę, teologię i filozofię na Uniwersytecie Wrocławskim. Uzyskał tam magisterium z filozofii i teologii. Został skierowany na specjalistyczne studia teologiczne do Monachium, które ukończył uzyskując stopień naukowy doktora teologii. W 1867 r. otrzymał święcenia kapłańskie.

### Praca duszpasterska
Początkowo pracował jako wikary w Wilkanowie i Roztokach. W 1883 r. otrzymał probostwo parafii św. Jana Chrzciciela w Jaszkowej Dolnej. Po śmierci ks. Hoffmanna w 1889 r. został nominowany na wielkiego dziekana kłodzkiego i wikariusza arcybiskupa praskiego dla wiernych hrabstwa kłodzkiego z prawem noszenia krzyża na piersi i infuły oraz kanonika katedry św. Jana Chrzciciela we Wrocławiu i prałatem.
Zmarł w 1901 r. i został pochowany w Jaszkowej Dolnej, a jego nagrobek zachował się przy kaplicy na miejscowym cmentarzu.